# Jüdisches Viertel Kolinec
Das jüdische Viertel in Kolinec (deutsch Kolinetz, auch Kollinetz), Bezirk Okres Klatovy, Region Plzeňský kraj, Tschechien, besteht in etwa seit der Wende des 18. zum 19. Jahrhundert, obwohl die Besiedlung der Stadt älteren Datums ist: die böhmische berní rula, das heißt die Steuerrolle von 1654, erwähnt zu diesem Zeitpunkt vier jüdische Personen in Kolinec, 1837 sind dann sieben Häuser (und die Synagoge) belegt. Die Häuser befanden sich südlich beziehungsweise westlich des Marktplatzes. Einige sind bis heute erhalten geblieben (jedoch nicht im Originalzustand).